# Ella Wheeler Wilcox

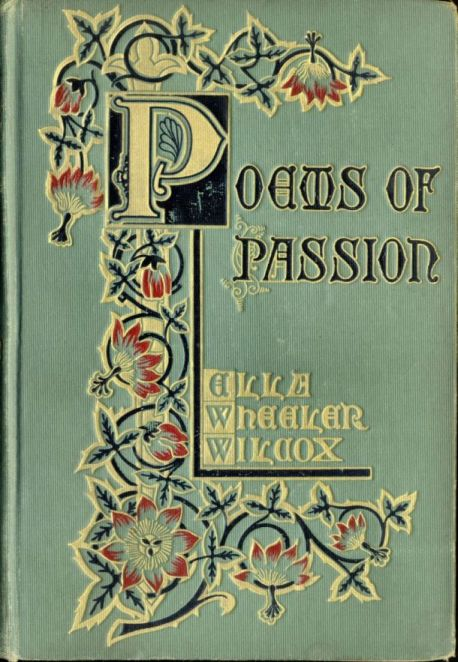
Okładka tomu "Poems of Passion" Elli Wheeler Wilcox

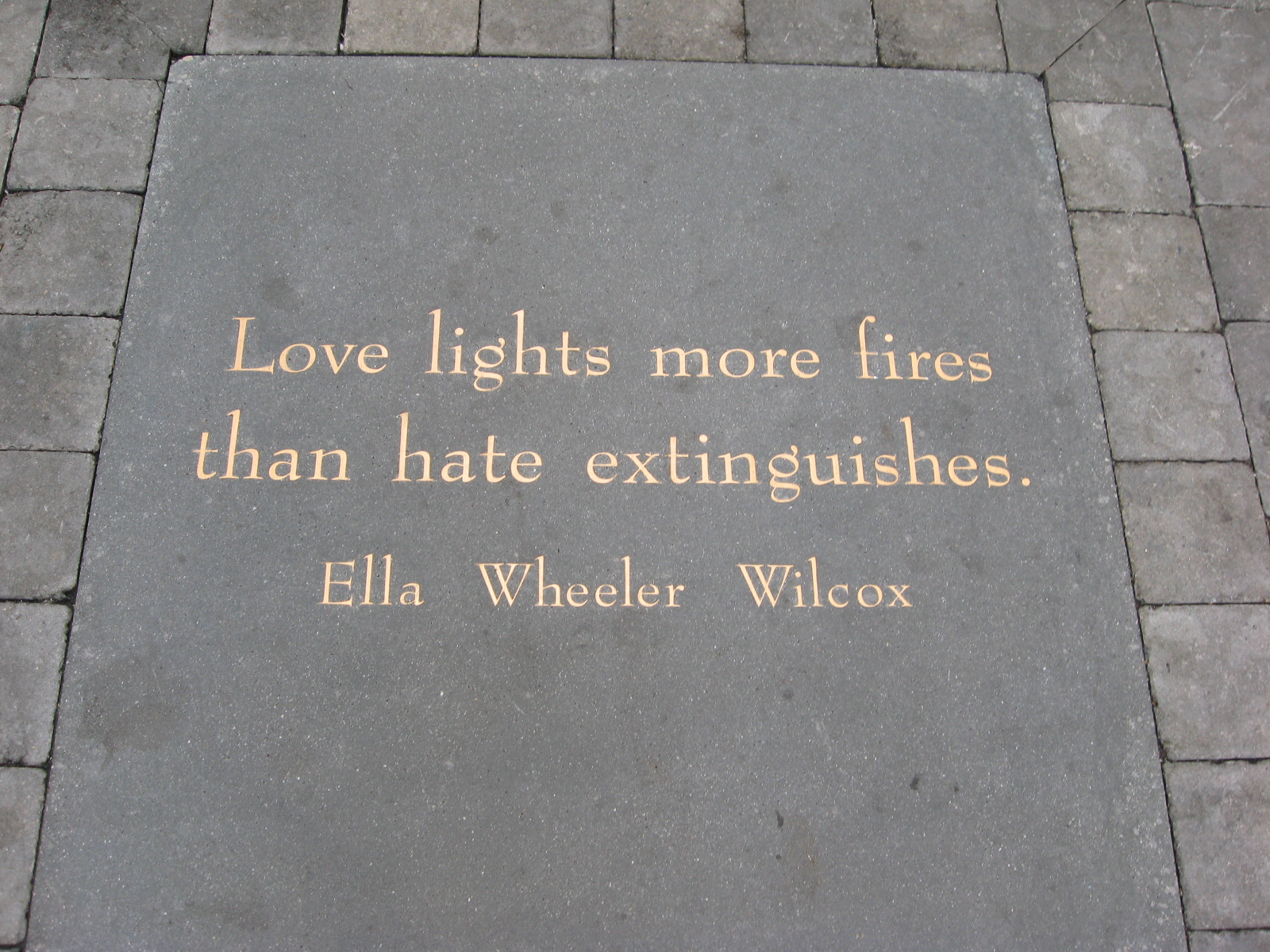
Cytat z twórczości Elli Wheeler Wilcox

Ella Wheeler Wilcox (ur. 1850, zm. 1919) – amerykańska poetka.

## Życiorys
Ella Wheeler Wilcox urodziła się jako Ella Wheeler w 5 listopada 1850 w Johnstown w stanie Wisconsin. Jej rodzicami byli Marcus H. Wheeler, and Sarah Pratt Wheeler. Autorka miała troje starszego rodzeństwa. Uczyła się w okręgowej szkole, która dziś nosi jej imię. Nie lubiła matematyki, która napełniała ją „świętą trwogą” ("holy horror"). W latach 1867–68 studiowała na uniwersytecie Wisconsin. Potem poświęciła się pisaniu. W 1884 poślubiła biznesmena Roberta M. Wilcoxa. W czasie I wojny światowej była wolontariuszką we Francji. Wygłaszała prelekcje dla żołnierzy i działała w organizacji Czerwonego Krzyża. Zmarła na raka piersi w Short Beach w stanie Connecticut 30 października 1919.

## Twórczość
Ella Wheeler zadebiutowała w wieku 14 lat w New York Mercury. Pisała też do Waverly Magazine iLeslie’s Weekly. Jej pierwszym tomikiem był zbiór Drops of Water, opublikowany w 1872. Po nim nastąpiły tomy Shells (1873) i Maurine (1873). Później poetka wydała jeszcze wiele tomów wierszy, w tym Poems of Passion (1883), A Woman of the World (1904), Poems of Peace (1906), Poems of Experience (1910) i Poems (1919). Opublikowała również zbiorek Custer, and Other Poems (1896), zawierający zapewne najbardziej ambitne zamierzenie autorki, poemat epicki Custer, poświęcony osobie generała George’a Armstronga Custera, który poległ w bitwie z Indianami nad Little Bighorn wraz ze wszystkimi swoimi żołnierzami i w tamtym czasie był powszechnie uważany za bohatera narodowego. Do najbardziej znanych wierszy poetki należy utwór Solitude. Z tego właśnie wiersza pochodzi cytat: Laugh, and the world laughs with you; Weep, and you weep alone.
Na język polski zostały przełożone tylko nieliczne utwory poetki, a żaden wybór jej liryków nie został wydany.